# Ciesielski-Isomorphismus
Der Ciesielski-Isomorphismus ist ein Resultat aus der Funktionalanalysis, der eine Isomorphie zwischen dem Banachraum der hölderstetigen Funktionen {\displaystyle C^{\alpha }([0,T],\mathbb {R} )}, ausgestattet mit einer Norm, und dem Raum der beschränkten Folgen {\displaystyle \ell ^{\infty }(\mathbb {R} )}, ausgestattet mit der Supremumsnorm, durch Koeffizienten einer Schauder-Basis entlang einer Folge von dyadischen Partition beschreibt.
Die Aussage wurde 1960 von dem polnischen Mathematiker Zbigniew Ciesielski bewiesen. Das Resultat findet im Umgang mit Pfaden der brownschen Bewegung Anwendung, welche auf kompakten Intervallen fast sicher hölderstetig für {\displaystyle \alpha \in (0,{\tfrac {1}{2}})} ist.

## Ciesielski-Isomorphismus
Sei {\displaystyle [0,T]} ein Intervall und sei {\displaystyle \mathbb {T} =(\tau _{n})_{n\in \mathbb {N} }} eine Folge dyadischer Partitionen des Intervalls, wobei eine dyadische Partition {\displaystyle \tau _{n}} das Intervall gleichmäßig wie folgt zerlegt
{\displaystyle \tau _{n}=\left\{{\frac {kT}{2^{n}}}\colon k=0,\dots ,2^{n}\right\}}
und eine Verfeinerung {\displaystyle \tau _{n}\subset \tau _{n+1}} für alle {\displaystyle n\in \mathbb {N} _{0}} bildet.
Sei {\displaystyle C^{\alpha }([0,T],\mathbb {R} )} für {\displaystyle 0<\alpha <1} der Banach-Raum der hölderstetigen Funktionen unter der Norm
{\displaystyle \|f\|_{C^{\alpha }}=\|f\|_{\infty }+|f|_{C^{\alpha }}:=\sup \limits _{t\in [0,T]}|f(t)|+\sup \limits _{\begin{matrix}s,t\in [0,T]\\s\neq t\end{matrix}}{\frac {|f(s)-f(t)|}{|s-t|^{\alpha }}}}
und {\displaystyle \ell ^{\infty }(\mathbb {R} )} der Banachraum der beschränkten reellen Folgen zur Supremumsnorm
{\displaystyle \|a\|_{\infty }:=\sup \limits _{n\in \mathbb {N} }|a_{n}|}.
Die Abbildung {\displaystyle S\colon C^{\alpha }([0,T],\mathbb {R} )\to \ell ^{\infty }(\mathbb {R} )} definiert durch
{\displaystyle f\mapsto \left(c(\alpha ,m)|\theta (f)_{m,k}^{\mathbb {T} }|\right)_{m,k}\quad } mit {\displaystyle \quad c(\alpha ,m):=2^{(m+1)\left(\alpha -{\tfrac {1}{2}}\right)}\quad } und {\displaystyle \quad (m,k)\in \mathbb {N} _{0}\times \{0,1\dots ,2^{m}-1\}}
ist ein Isomorphismus, wobei {\displaystyle \theta (f)_{m,k}^{\mathbb {T} }} die Schauder-Koeffizienten von {\displaystyle f} entlang von {\displaystyle \mathbb {T} } von {\displaystyle [0,T]} sind.
Der Ausdruck {\displaystyle c(\alpha ,m)} ist eine Normalisierungskonstante und die Schauder-Koeffizienten berechnen sich wie folgt
{\displaystyle \theta (f)_{m,k}^{\mathbb {T} }=\langle f',h_{m,k}\rangle _{L^{1}}=\int _{0}^{T}f'(x)h_{m,k}(x)dx}
wobei {\displaystyle (h_{m,k})_{k=0,\dots ,2^{m}-1}} die Haar-Funktionen basierend auf der dyadischen Partition {\displaystyle \tau _{m}} sind.

### Erläuterungen
- Da {\displaystyle |f|_{C^{\alpha }}} nur eine Halbnorm ist, muss man eine zusätzliche Bedingung wie z. B.{\displaystyle f(0)=0} einführen, damit {\displaystyle C^{\alpha }([0,T],\mathbb {R} )} zu einem Banachraum unter {\displaystyle |f|_{C^{\alpha }}} wird. Alternativ verwendet man die oben definierte Norm.
- Das Resultat wurde 2025 auf allgemeine Partitionen erweitert.[3]